# Geòrgia al Festival de la Cançó d'Eurovisió
Geòrgia ha participat en el Festival de la Cançó d'Eurovisió després del seu debut en 2007. Va voler participar-hi en 2009, però es va retirar després que la Unió Europea de Radiodifusió els demanés que reescrivissin la seva cançó, la qual feia referència al, en aquells dies, Primer Ministre de Rússia, Vladímir Putin. Geòrgia s'ha classificat per a la final en set ocasions. Així mateix, ha aconseguit el TOP-10 dues vegades: en 2010, amb Sofia Nizharadze; i en 2011, amb Eldrine, tots dos amb la novena posició.

## Història
El 27 d'octubre de 2006, Geòrgia, un país en l'extrem oriental d'Europa, va confirmar que desitjava participar en el Festival de la Cançó d'Eurovisió. En aquell moment, la UER seguia limitant el festival a un màxim de 40 països. No obstant això, al març de 2007 es va ampliar el contingent de països que podien enviar representants a Hèlsinki i Geòrgia va començar els preparatius per a la seva primera aparició al Festival. Encara que el fet de ser membre de la UER no li atorgava el dret de participar en Eurovisió per estar fora de l'Àrea de Radifusión, va poder ingressar al Festival per pertànyer al Consell d'Europa. La televisió georgiana va escollir internament Sopho Khalvashi, mentre que va ser el públic qui va triar la cançó. Amb «Visionary dream» van aconseguir superar la semifinal, en la qual van obtenir 123 punts, i van quedar en vuitè lloc. Finalment, van aconseguir el dotzè lloc (de 24) en la final.
Al festival de 2008, la seva representant va ser la invident Diana Gurtskaya, qui va ocupar en la semifinal la cinquena posició i en la final, l'onzena. La seva cançó va ser de tall pacifista, i tenia per títol «Peace will come», (La pau hi arribarà, en català). A pesar del fet que no tenia una excel·lent coreografia, la potentíssima veu de la cantant va arribar al públic, amb una posada en escena molt especial, ja que al principi tot apareixia en color negre i, de sobte, amb un llençol blanc, gairebé al final de la cançó, es retornava l'esperança perduda pel negre del principi, el que resultava una contraposició entre la puresa i el dol. Diana és coneguda als països de l'est per haver guanyat diversos festivals i haver cantat amb guanyadors d'Eurovisió, com ara l'italià Toto Cotugno.
Encara que al principi Geòrgia no volia participar-hi a causa del conflicte amb Rússia per les regions separatistes d'Abkhàzia i Ossètia del Sud, finalment va accedir a enviar-hi representants. No obstant això, no va participar en l'edició del 2009 a causa que el seu tema, interpretat pel grup Stephane & 3G va ser desqualificat després que la delegació d'aquest país es negués a canviar o modificar la cançó «We don't wanna put in», per les suposades al·lusions al primer ministre rus Vladímir Putin.
Geòrgia va confirmar que participaria en l'edició de 2010. Amb la cançó "Shine" de Sofia Nizharadze van quedar tercers en la segona semifinal (amb 106 punts) i novens en la final (amb 136), resultats que van ser els millors de Geòrgia al festival.
En l'edició de 2011, van igualar el resultat de l'any anterior amb el grup Eldrine i el tema rock «One More Day». Van obtenir la cinquena posició en la semifinal i es van classificar per a una final en la qual tornarien a aconseguir un meritori novè lloc, amb 110 punts.
En 2012, el país caucàsic fou eliminat per primera vegada en semifinals amb la representació d'Anri Jokhadze, qui havia rondat les últimes posicions de les apostes des de la seva elecció, encara que en la semifinal no va aconseguir un lloc tan dolent (va quedar 14è, encara que si s'hagués pres l'elecció única del jurat s'hagués classificat per a la final), fet que es va tornar a repetir en 2014 amb «Three minutes to Earth», amb l'última posició en aquella semifinal.
En 2013, Nodi Tatishvili i Sophie Gelovani van representar el país i van quedar desens en la semifinal i quinzens en la final.
En 2014, van enviar com a representants Mariko Ebralidze i The Shin amb un tema que va sonar i va agradar entre la premsa. Finalment, no va aconseguir passar a la final.
En 2015, tindria el seu millor resultat de la dècada amb Nina Sublatti, que aconseguiria una bona 11a posició amb una fosca i bona interpretació.
En 2016, donarien un gran gir i nomenarien Nika Kocharov & Young Georgian Lolitaz com a representants amb un tema no favorit al principi. No obstant això, després de l'enlluernadora posada en escena, van aconseguir la classificació i un lloc 20 en la final. Des de l'any següent, ni Tamara Gachechiladze (2017), ni Iriao (2018) ni Oto Nemsadze (2019) es van classificar.

## Participacions
Llegenda
| Any  | Seu         | Artista                                | Cançó                    | Final                | Punts                | Semifinal           | Punts               |
| ---- | ----------- | -------------------------------------- | ------------------------ | -------------------- | -------------------- | ------------------- | ------------------- |
| 2007 | Hèlsinki    | Sopho Khalvashi                        | «Visionary dream»        | 12                   | 97                   | 8                   | 123                 |
| 2008 | Belgrad     | Diana Gurtskaya                        | «Peace will come»        | 11                   | 83                   | 5                   | 107                 |
| 2009 | Moscou      | Stephane & 3G                          | «We don't wanna put in»  | Desqualificat        | Desqualificat        | Desqualificat       | Desqualificat       |
| 2010 | Oslo        | Sopho Nizharadze                       | «Shine»                  | 9                    | 136                  | 3                   | 106                 |
| 2011 | Düsseldorf  | Eldrine                                | «One more day»           | 9                    | 110                  | 6                   | 74                  |
| 2012 | Bakú        | Anri Jokhadze                          | «I'm a joker»            | No es va classificar | No es va classificar | 14                  | 36                  |
| 2013 | Malmö       | Nodi Tatishvili i Sophie Gelovani      | «Waterfall»              | 15                   | 50                   | 10                  | 63                  |
| 2014 | Copenhaguen | Mariko Ebralidze i The Shin            | «Three minutes to Earth» | No es va classificar | No es va classificar | 15                  | 15                  |
| 2015 | Viena       | Nina Sublatti                          | «Warrior»                | 11                   | 51                   | 4                   | 98                  |
| 2016 | Estocolm    | Nika Kocharov & Young Georgian Lolitaz | «Midnight Gold»          | 20                   | 104                  | 9                   | 123                 |
| 2017 | Kíev        | Tamara Gachechiladze                   | «Keep the Faith»         | No es va classificar | No es va classificar | 11                  | 99                  |
| 2018 | Lisboa      | Iriao                                  | «Sheni gulistvis»        | No es va classificar | No es va classificar | 18                  | 24                  |
| 2019 | Tel-Aviv    | Oto Nemsadze                           | «Sul tsin iare»          | No es va classificar | No es va classificar | 14                  | 62                  |
| 2020 | Rotterdam   | Tòrnike Kipiani                        | «Take Me As I Am»        | Festival cancel·lat  | Festival cancel·lat  | Festival cancel·lat | Festival cancel·lat |
| 2021 | Rotterdam   | Tòrnike Kipiani                        | «You»                    | No es va classificar | No es va classificar | 16                  | 16                  |
| 2022 | Torí        | Circus Mircus                          | «Lock Me In»             | No es va classificar | No es va classificar | 18                  | 22                  |
| 2023 | Liverpool   | Iru Khetxanoví                         | «Echo»                   | No es va classificar | No es va classificar | 12                  | 33                  |
| 2024 | Malmö       | Nutsa Buzaladze                        | «Firefighter»            | 21                   | 34                   | 8                   | 54                  |
| 2025 | Basilea     | Màriam Xenguèlia                       | «Freedom»                | No es va classificar | No es va classificar | 15                  | 28                  |

## Galeria d'imatges

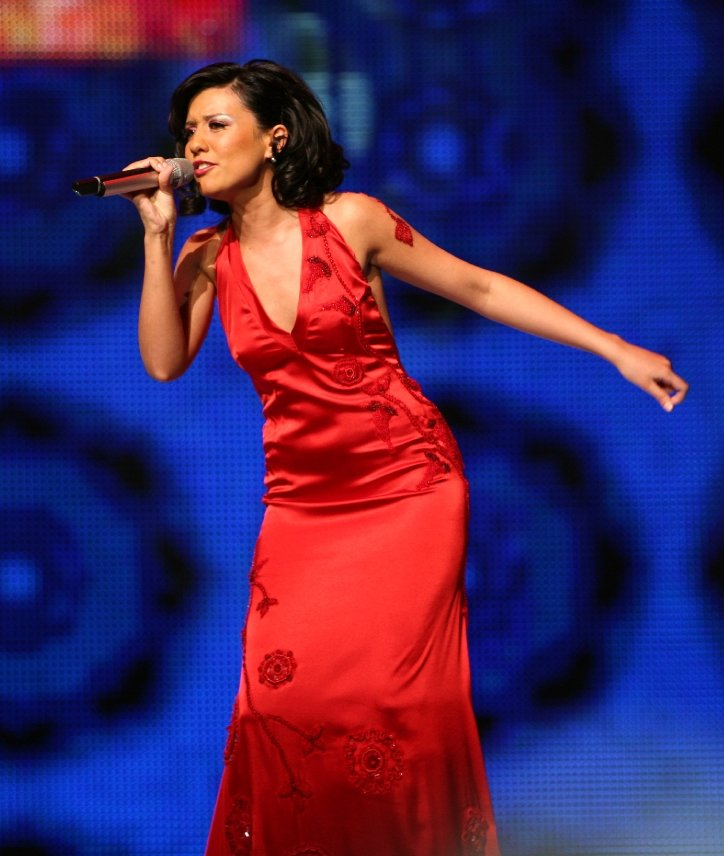
Sopho Khalvashi a Hèlsinki (2007)
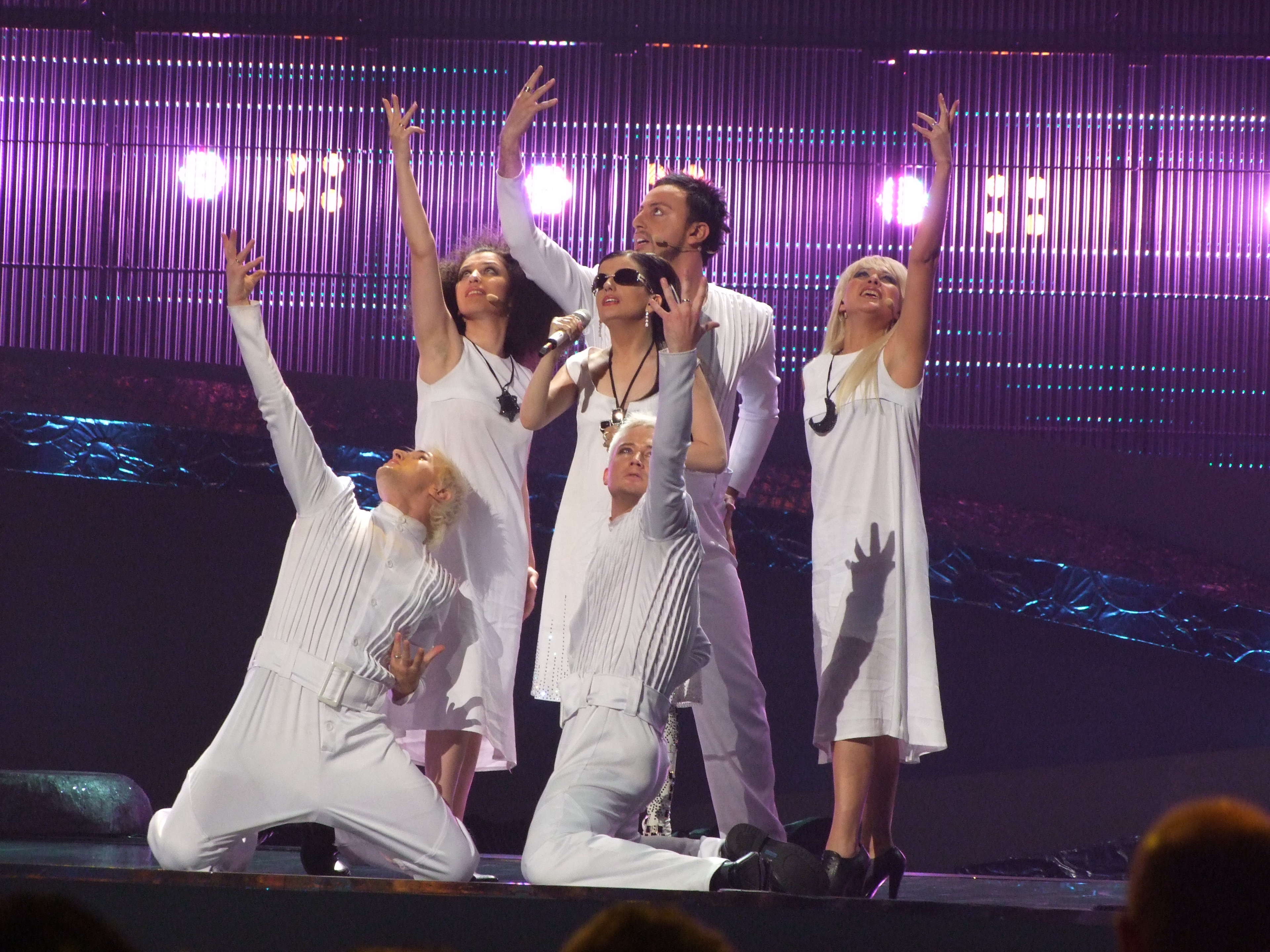
Diana Gurtskaya a Belgrad (2008)
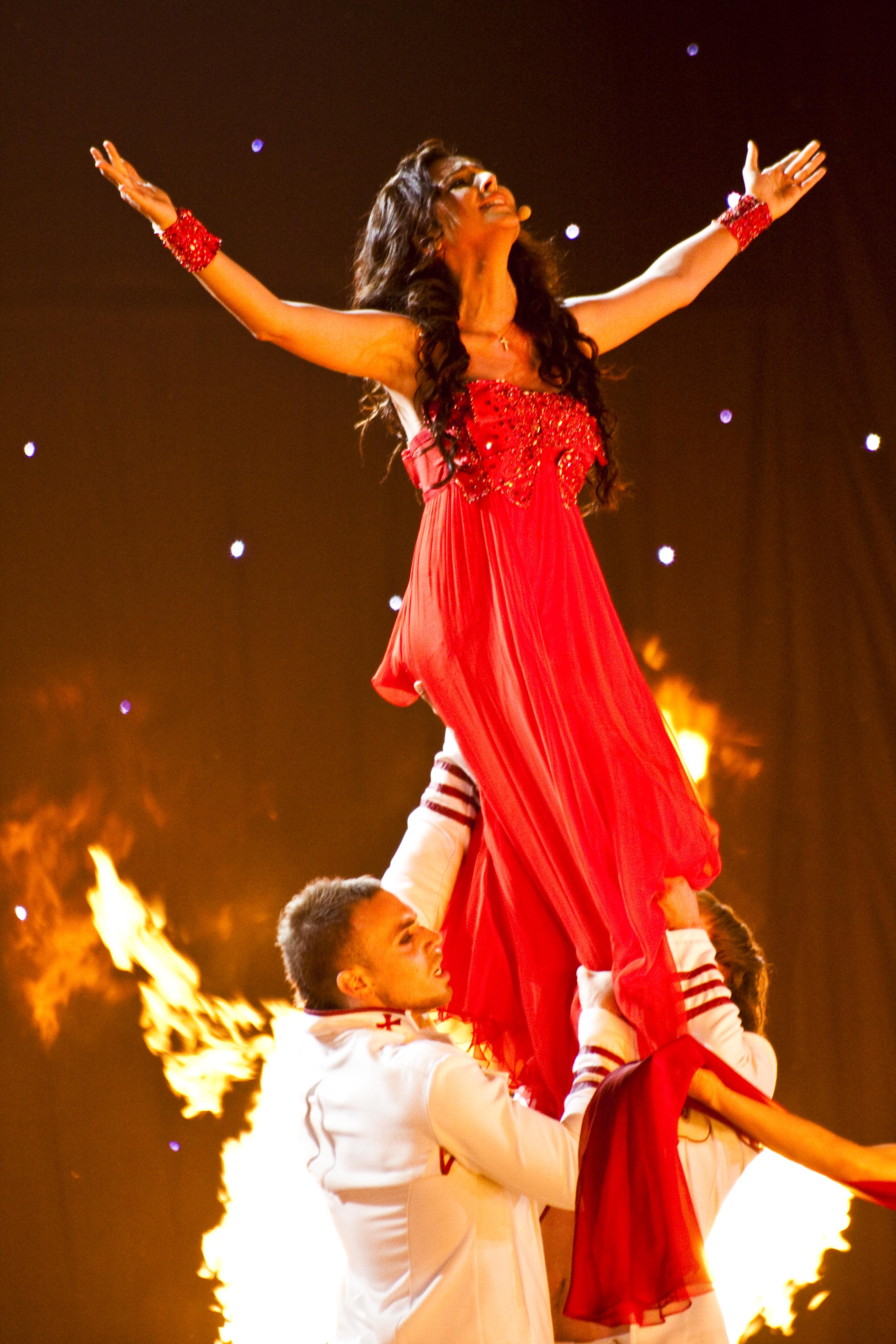
Sopho Nizharadze a Oslo (2010)
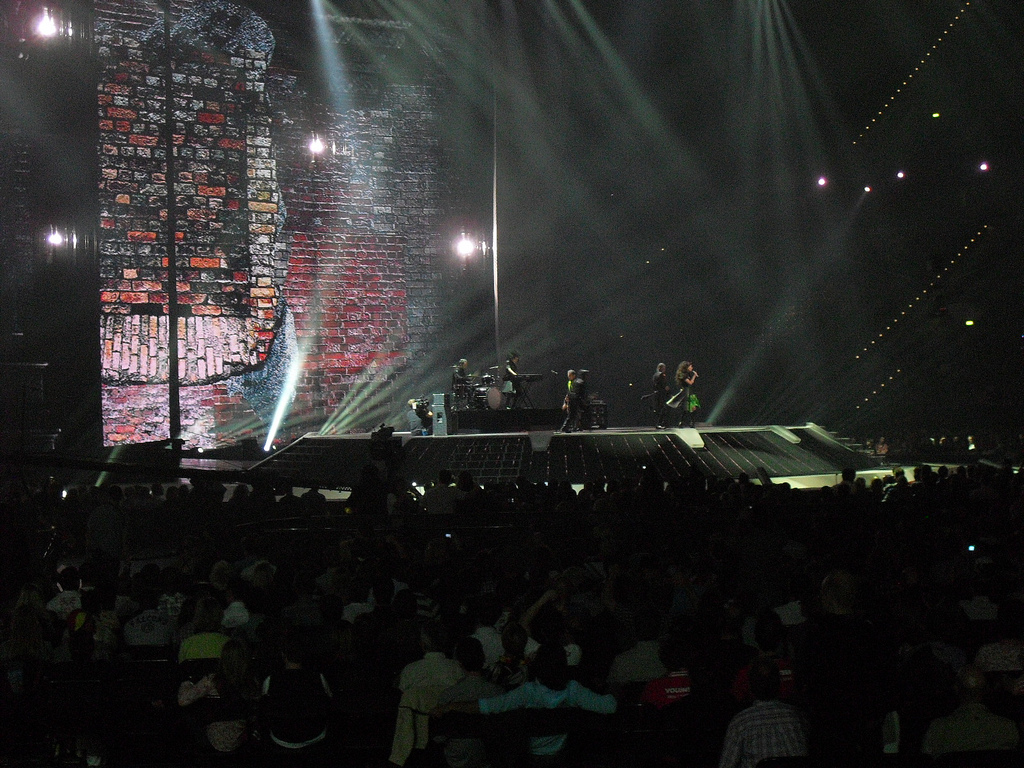
Eldrine a Düsseldorf (2011)
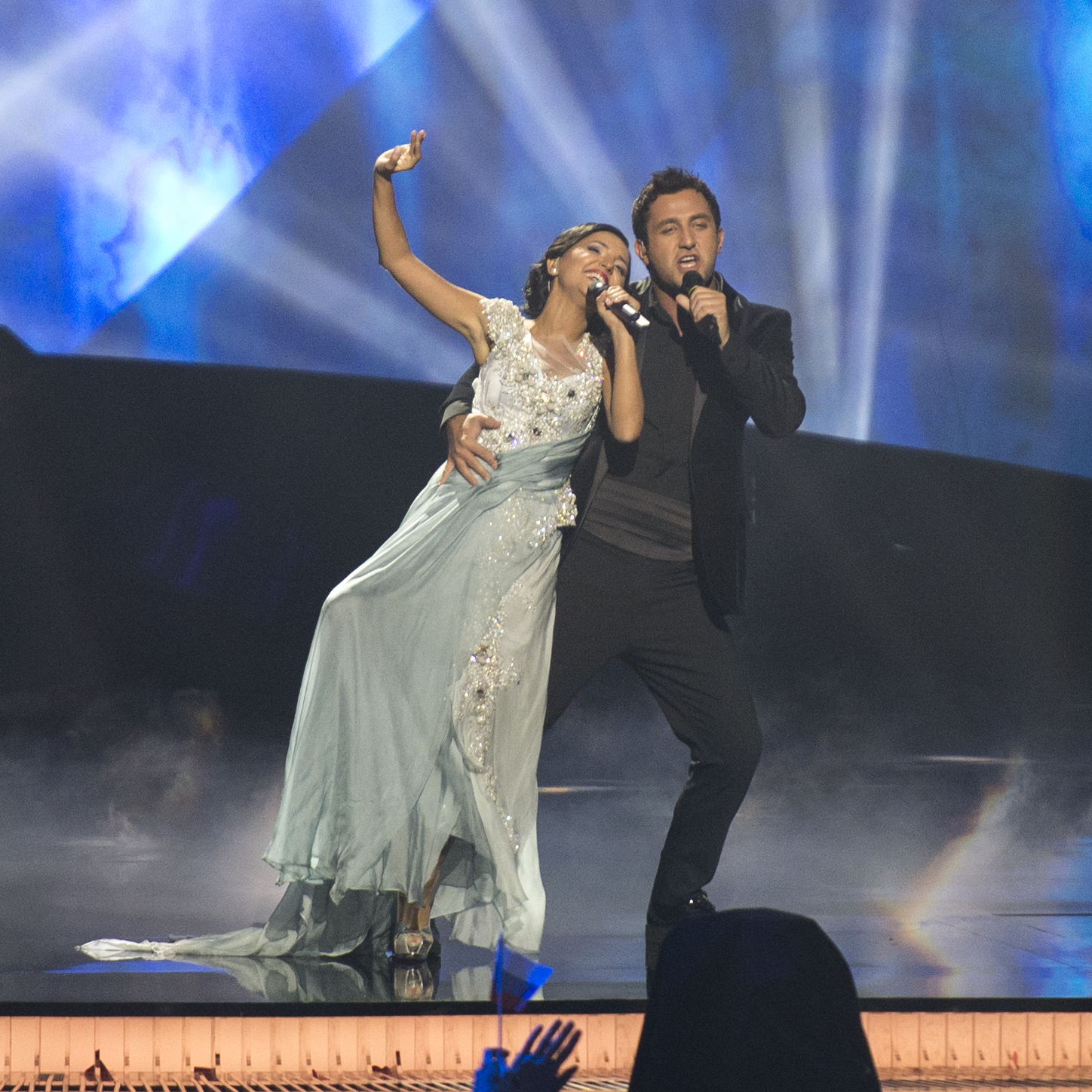
Sopho Gelovani i Nodiko Tatishvili a Malmö (2013)
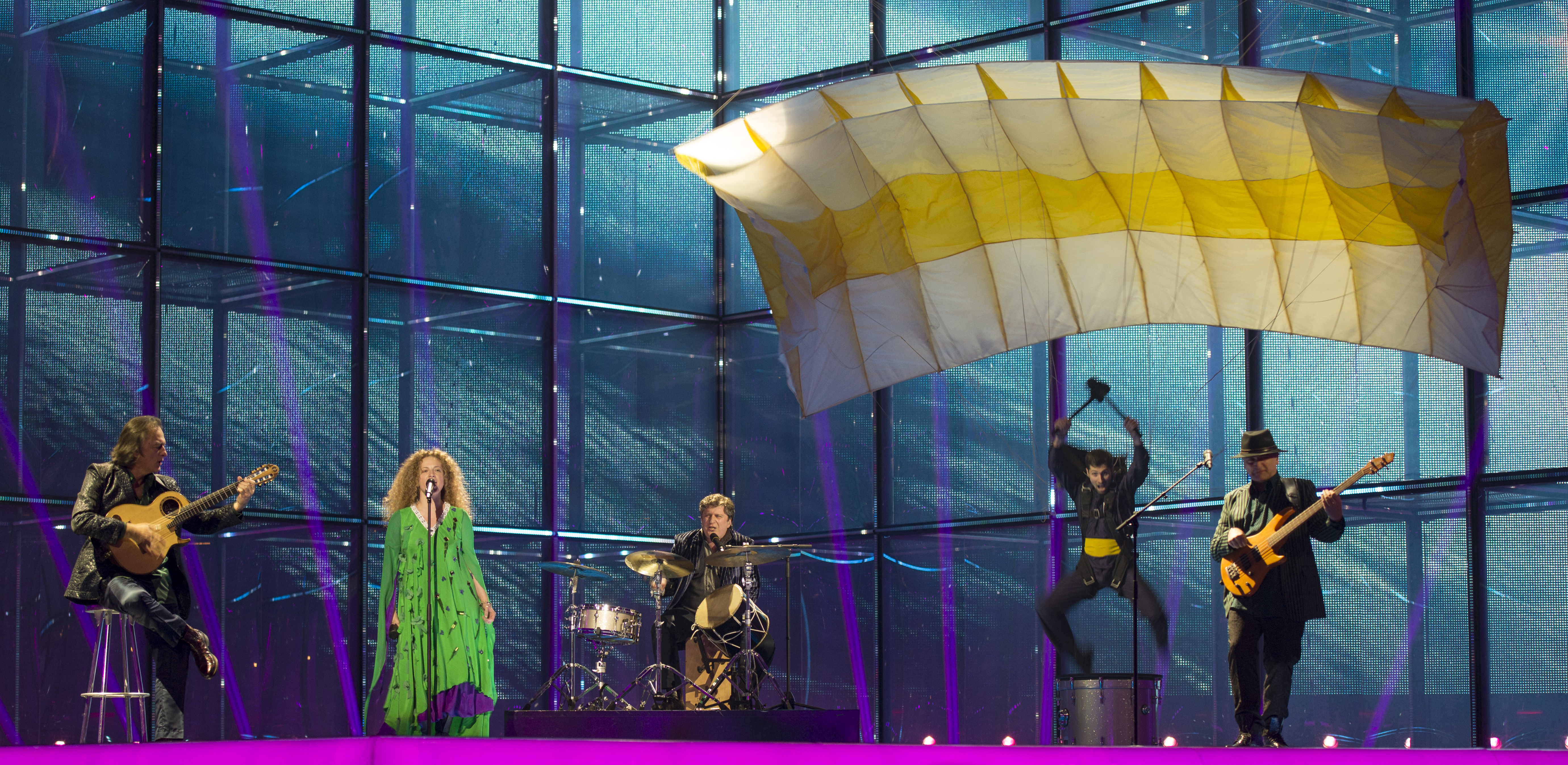
Mariko Ebralidze i The Shin a Copenhaguen (2014)
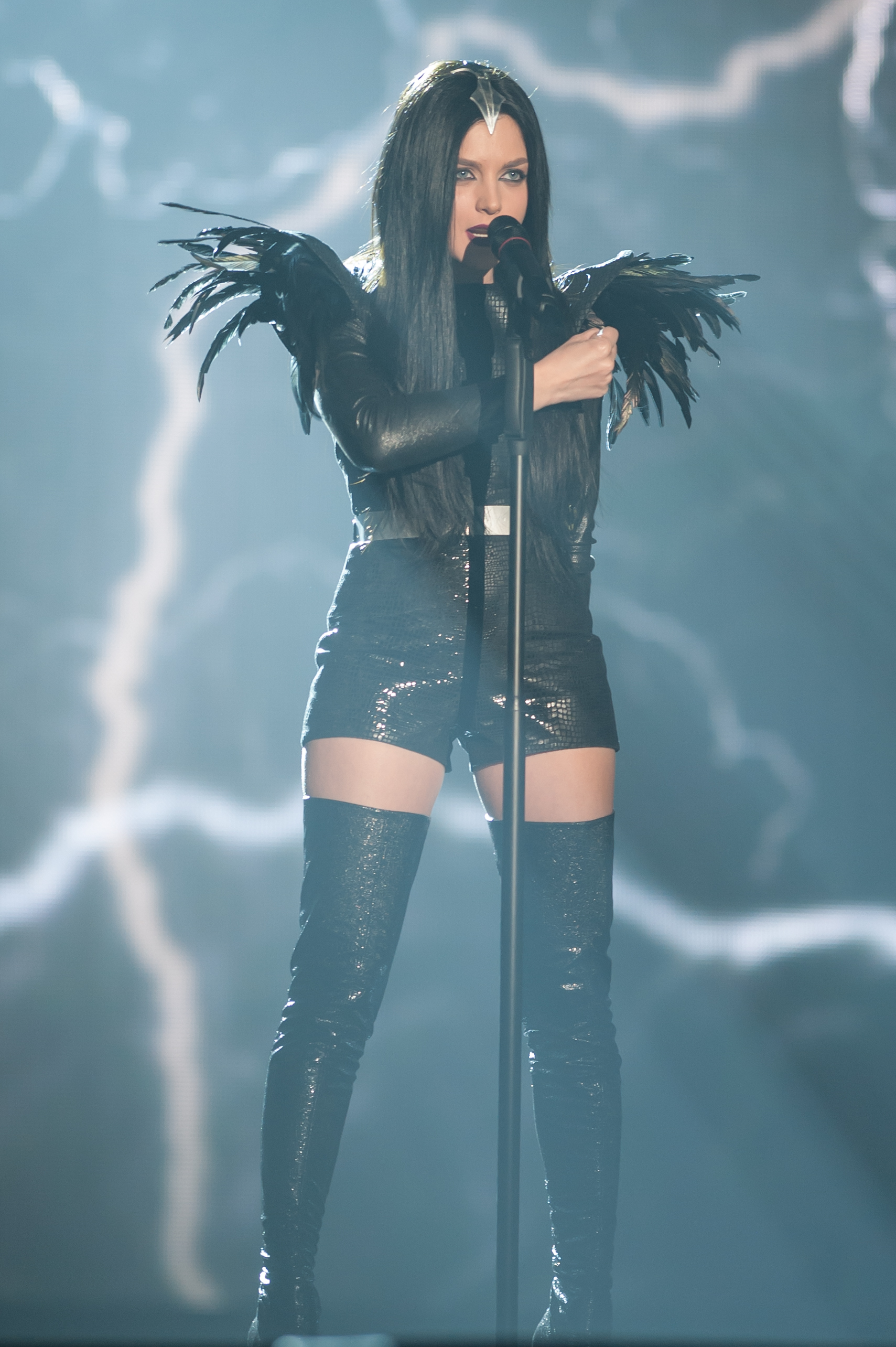
Nina Sublatti a Viena (2015)
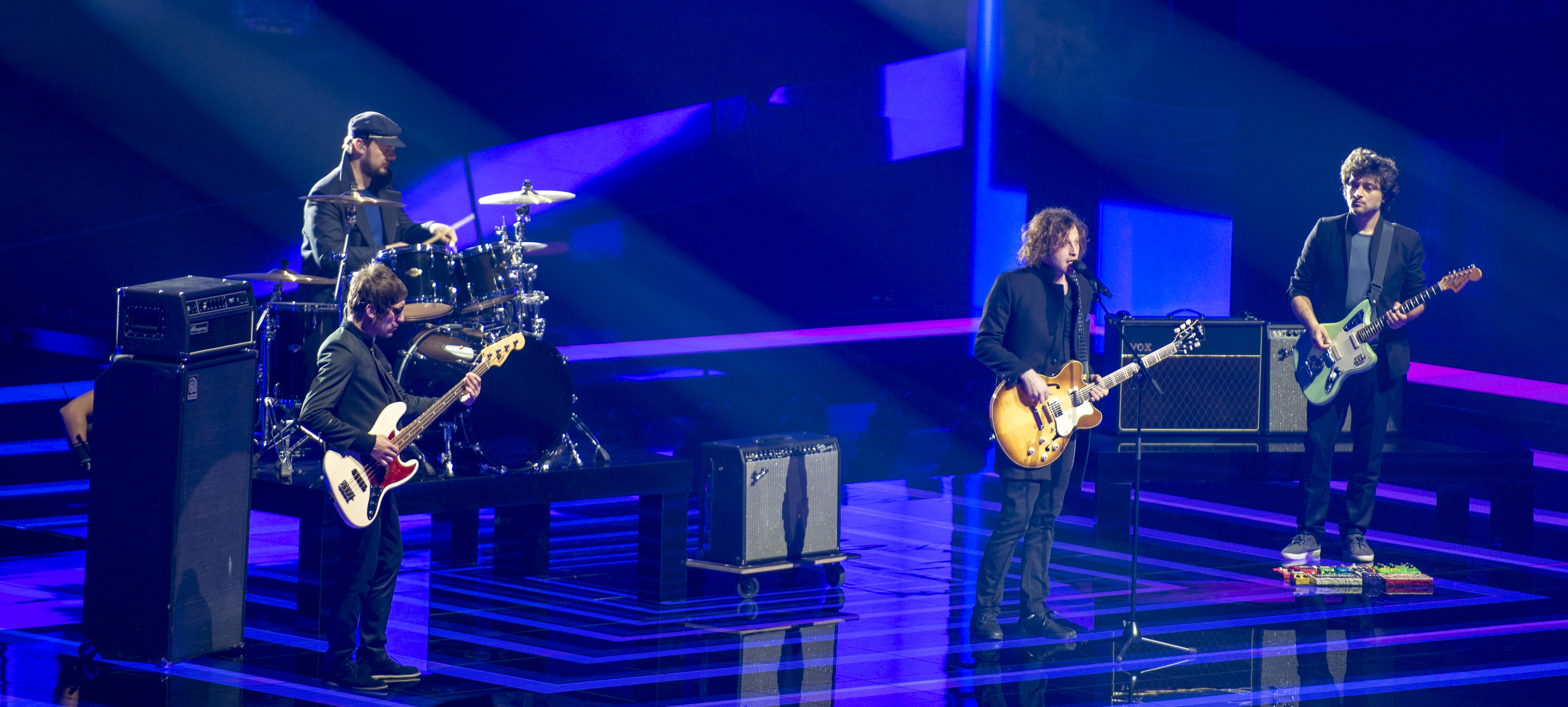
Nika Kocharov & Young Georgian Lolitaz a Estocolm (2016)
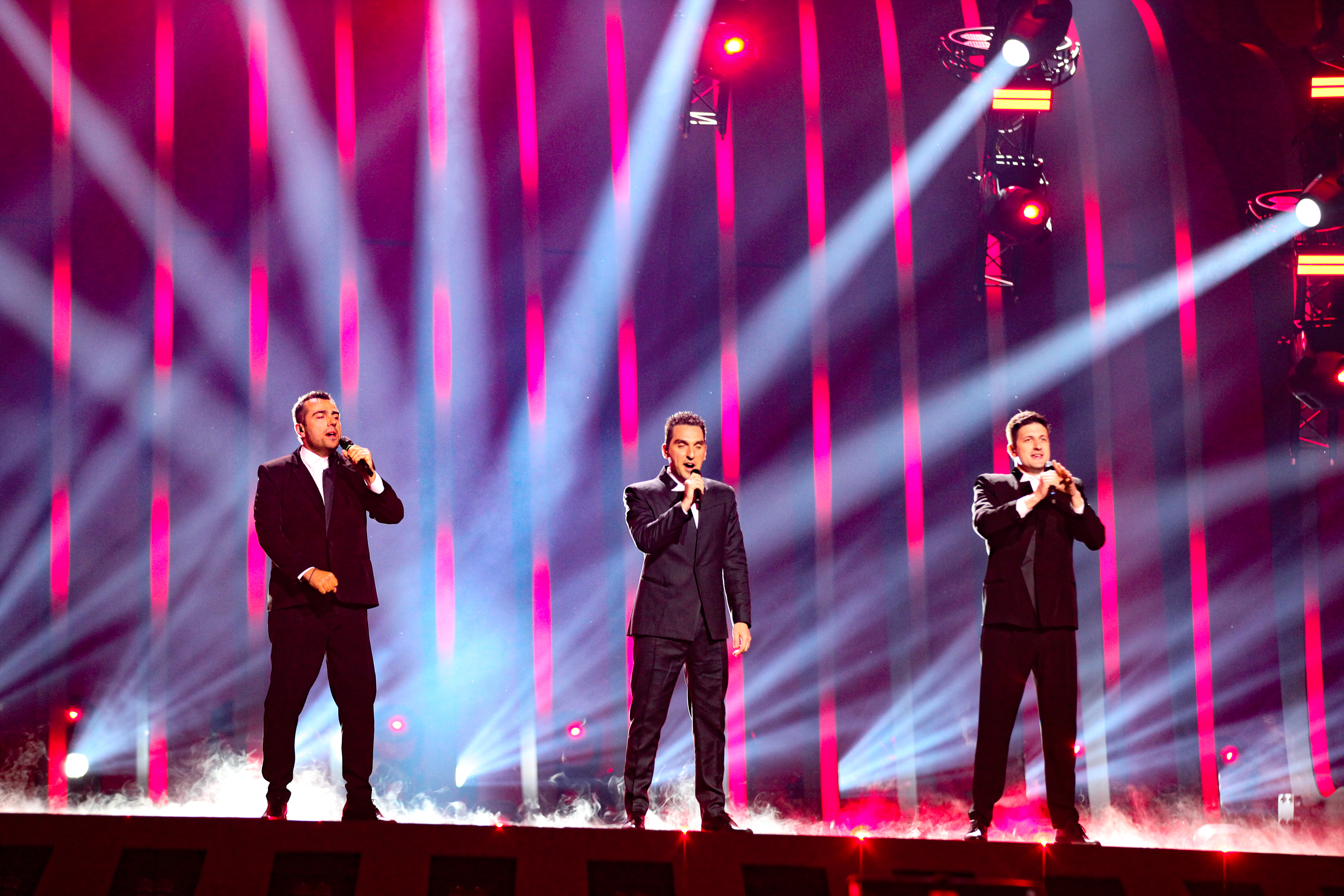
Iriao a Lisboa (2018)
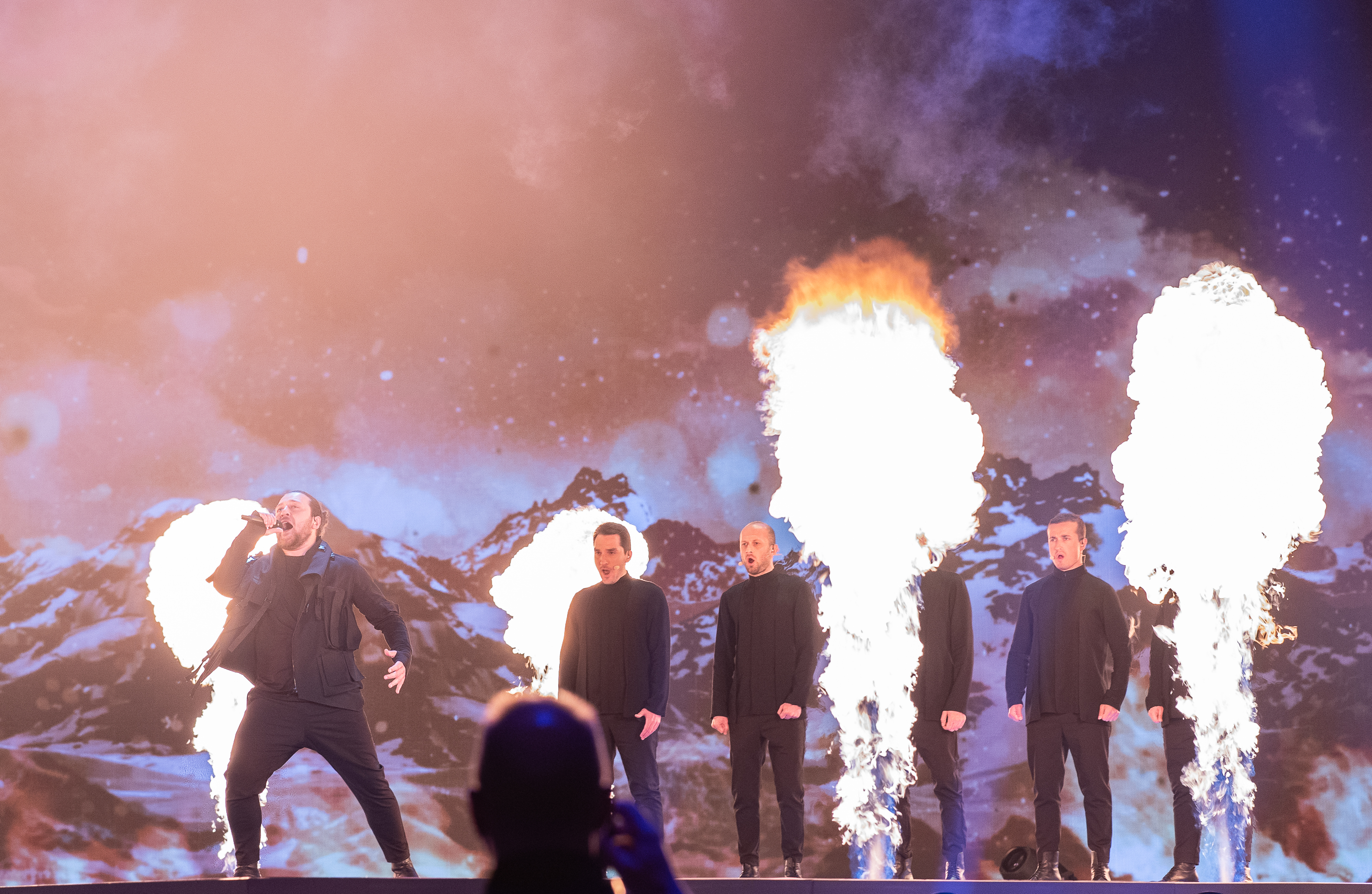
Oto Nemsadze a Tel-Aviv (2019)